# Vysoká Lhota

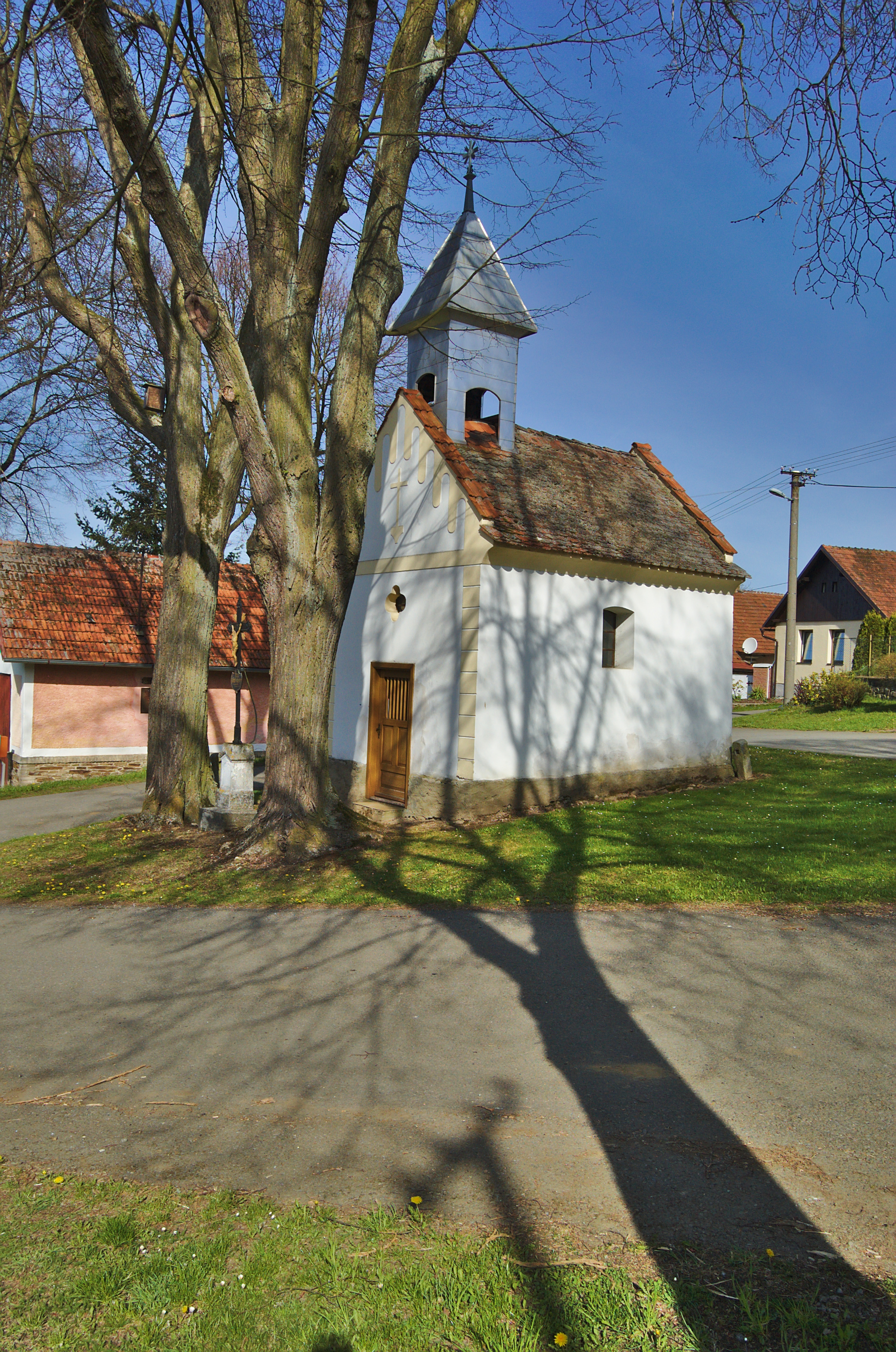
Kapelle in Vysoká Lhota

Vysoká Lhota (deutsch Hohenlhota) ist eine Gemeinde in Tschechien. Sie liegt 13 Kilometer westlich von Pelhřimov und gehört zum Okres Pelhřimov.

## Geographie
Vysoká Lhota befindet sich südlich der Staatsstraße 19 zwischen Pelhřimov und Tábor in der Böhmisch-Mährischen Höhe. Das Dorf liegt am Nordhang des 649 m hohen Peklo über dem Tal des Novodvorský potok.
Nachbarorte sind Nový Dvůr im Norden, Zlátenka im Nordosten, Moraveč und Lidmaňka im Südosten, Lidmaň im Süden, Dobrá Voda u Pacova im Südwesten, Věžná im Westen sowie Kámen im Nordwesten.

## Geschichte
Die erste urkundliche Erwähnung von Vysoká Lhota erfolgte im Jahre 1430.
Das Dorf ist landwirtschaftlich geprägt, die meisten der Einwohner arbeiten jedoch in Kámen, Pacov bzw. Pelhřimov. Vysoká Lhota ist Mitglied der Mikroregion Stražiště.
Vysoká Lhota ist mit 18 Einwohnern die nach der Einwohnerzahl kleinste Gemeinde in Tschechien (1. Januar 2012), der Fläche nach ist dies Vlkov pod Oškobrhem.

## Gemeindegliederung
Für die Gemeinde Vysoká Lhota sind keine Ortsteile ausgewiesen.

## Sehenswürdigkeiten
- Kapelle am Dorfplatz, erbaut um 1900